# Коллонтайський план

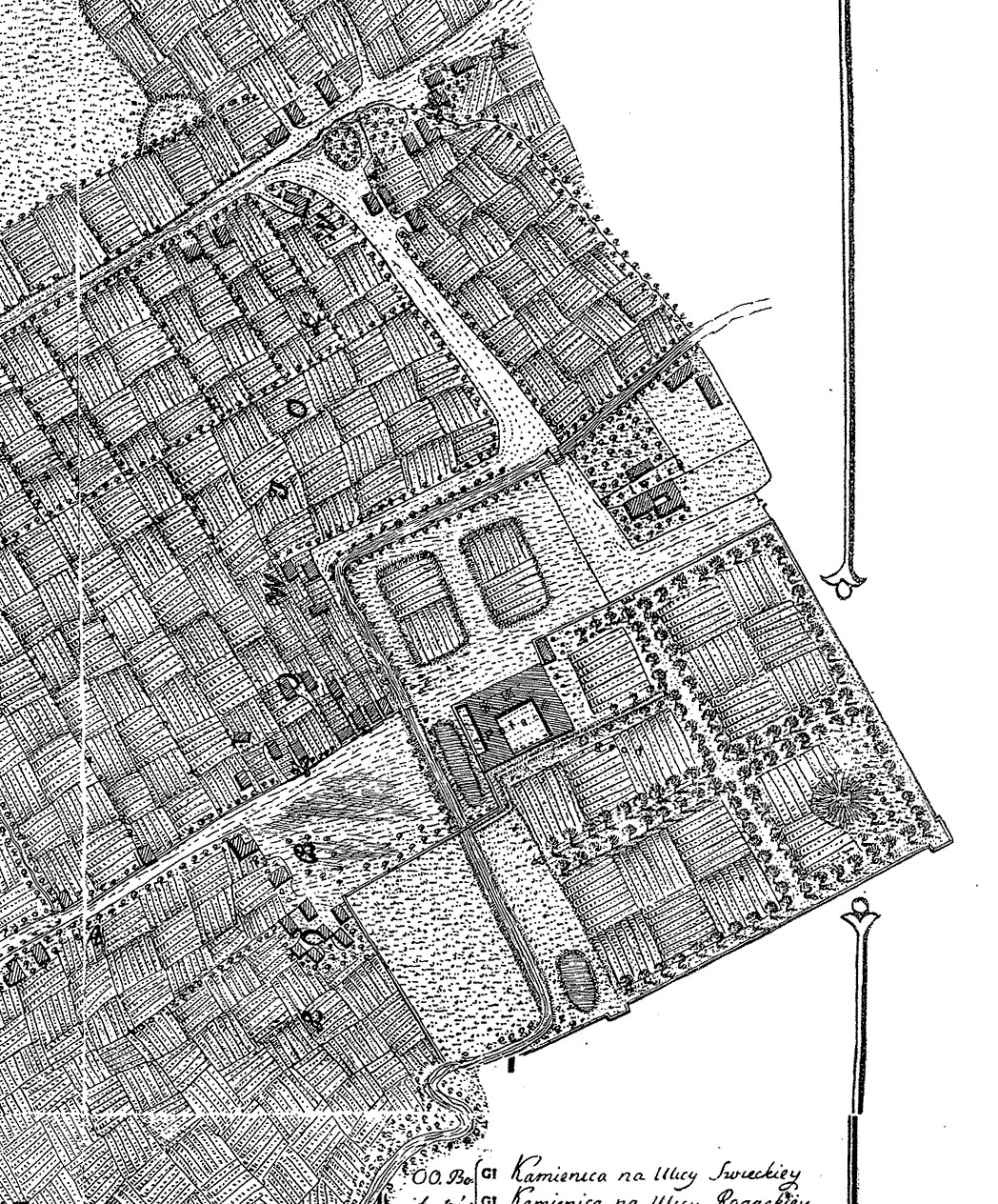
Фрагмент Коллонтайського плану із зображенням будівель Королівського палацу у Лобзуві

Коллонтайський план (пол. Plan Kołłątajowski) — умовне найменування топографічної карти Кракова з передмістями на північному березі Вісли. Карту було складено на прохання ректора Краківської академії Гуго Коллонтая, ім'ям якого карта згодом стала називатися. Карту було видано в 1785 році і називалася «Planie miasta Krakowa z przedmieściami» (План міста Кракова з передмістями). Коллонтайський план є цінним інформаційним і історичним джерелом про топографію історичного центру Кракова.
Детальна і відносно точна карта має масштаб 1:3000 з орієнтацією на південний схід. На плані вказані розташування окремих будівель і земельних ділянок. Коллонтайський план став на довгий час єдиною детальною картою Кракова.
Нині Коллонтайський план зберігається у Краківському історичному музеї.

## Ресурси Інтернету
- mapy.htm Коллонтайський план (пол.)
- Stare mapy Krakowa i okolic [Архівовано 26 квітня 2017 у Wayback Machine.]
- Plan Kołłątajowski Krakowa — 1785 r. [Архівовано 10 вересня 2017 у Wayback Machine.]